# Bill Coulthard
William Sanderson « Bill » Coulthard, né le 29 décembre 1923, à Buffalo, dans l'État de New York et décédé le 18 décembre 2005, à Tillsonburg, au Canada, est un ancien joueur canadien de basket-ball.